# 北済州郡
北済州郡（プクチェジュぐん）は大韓民国済州道北部にあった郡。済州市に分断される形で東西に分かれていた。2006年7月に済州市に統合され廃止。

## 歴史
- 1946年8月1日 - 全羅南道済州島済州邑・旧左面・楸子面・翰林面・朝天面・涯月面を済州道北済州郡として編成。[1]（1邑5面）
- 1955年9月1日 - 済州邑が済州市に昇格。[2]（5面）
- 1956年7月8日 - 翰林面を翰林邑・翰京面に分割。[3]（1邑5面）
- 1980年12月1日（3邑3面）[4]
  - 涯月面が涯月邑に昇格。
  - 旧左面が旧左邑に昇格。
- 1985年10月1日 - 朝天面が朝天邑に昇格。[5]（4邑2面）
- 1986年4月1日 - 旧左邑演坪出張所を牛島面に昇格。[6]（4邑3面）
- 2006年7月1日 - 北済州郡が済州市と合併し、行政市の済州市が発足。北済州郡は廃止。[7]

## 友好都市
- 日本 三田市

## 近隣都市
- 済州市
- 西帰浦市
- 南済州郡